# Chariesthes formosa
Chariesthes formosa là một loài bọ cánh cứng trong họ Cerambycidae.